# 加藤泰温
加藤 泰温（かとう やすあつ）は、江戸時代中期の大名。別名に泰古、泰見。伊予国大洲藩の第5代藩主。官位は従五位下・遠江守。

## 略歴
第4代藩主・加藤泰統の長男として江戸藩邸にて誕生。
享保12年（1727年）、父の死去により跡を継ぐ。享保17年（1732年）の享保の大飢饉により大被害を受け、餓死者が多数出て食糧不足に陥った。さらに城下町の火災、幕府による公役や参勤交代などの出費などで藩財政の窮乏化が進む。このため、倹約令を出して緊縮財政政策を採用した。また、領民に対する文教政策などにも尽力している。
延享2年（1745年）6月12日に30歳で死去し、跡を一族から婿養子にした泰衑が継いだ。法号は大心院殿。墓所は愛媛県大洲市柚木の冨士山如法寺。

## 系譜
- 父：加藤泰統（1689-1727）
- 母：厚岸院 - 中川久通の娘
- 正室：智峰院 - 土岐頼稔の娘
- 側室：円性院
  - 長男：加藤泰武（1745-1768）
- 生母不明の子女
  - 女子：岩城隆恭継室 - のち堀直泰継室
  - 女子：津礼 - 加藤泰衑正室
- 養子
  - 男子：加藤泰衑（1728-1784） - 加藤泰都の六男